# رود تولشما
رود تولشما (انگلیسی: Tolshma) یک رودخانه در استان ولوگدای کشور روسیه است.